# Вірченко Юрій Петрович
Ю́рій Петро́вич Ві́рченко (23 липня 1949, Харків) — український вчений-фізик, доктор фізико-математичних наук (2000), професор, відомий альпініст.

## Життєпис
1972 року закінчив фізико-технічний факультет Харківського університету, відділення теоретичної фізики.
1972—1994 — старший науковий співробітник Харківського фізико-технічного інституту НАН України.
В 1977 році захистив кандидатську дисертацію з статистичної механіки під керівництвом С. В. Пелетмінського.
Від 1994 — провідний науковий співробітник Інституту монокристалів НАН України (Харків).
2000 року захистив докторську диссертацію по теорії випадкових фрактальних множин в математичній фізиці.
Наукову діяльність поєднує з педагогічною. Підготував 7 кандидатів фізико-математичних наук за спеціальностями: теоретична фізика, математична фізика, теорія ймовірностей, фізика конденсованого стану.
Також має спортивні досягнення, виступав на професійному рівні. Має титул «Сніжний барс» (1988) за підкорення всіх семитисячників колишнього СРСР.

## Наукові дослідження
- рівноважна та нерівноважна статистична механіка
- теорія перколяції
- теорія стохастичних фракталів
- прикладна теорія випадкових процесів

## Праці
- Quasienergy statistics for regular and chaotic regimes in the quantum systems with hamiltonians periodic in time // Theor. and Math. Physics. 1996. Vol. 108, № 3 (співавт.)(англ.)
- Unimodality of photocount distribution for optical noise field // J. Physics А. 1996. Vol. 29, № 22.(англ.)
- Точечные случайные поля с марковскими измельчениями и геометрия фрактально неупорядоченных сред // ТМФ. 2000. Т. 124, № 3 (співавт.)(рос.)
- Геометрические модели статистической теории фрагментации // Там само. 2001. Т. 128, № 2 (співавт.).(рос.)
- Вероятностно-феноменологический подход в статистической физике фрактально неупорядоченных конденсированных сред: дис… д-ра физ.-мат. наук: 01.04.02 / Вирченко Юрий Петрович ; НАН Украины, Науч.-технол. концерн «Ин-т монокристаллов», Ин-т монокристаллов. — Х., 2000.(рос.)